# جوناثان درابر
جوناثان درابر (بالإنجليزية: Jonathan Draper)‏ هو عالم عقيدة أمريكي، ولد في 27 فبراير 1952 في بوسطن في الولايات المتحدة.